# Віктор Дамаський
Святий Віктор Дамаський (бл. 138–161, Єгипет, Римська імперія) — ранньохристиянський римський святий, воїн-мученик. Був обезголовлений за відмову від ідольського жертвоприношення.

## Історія мучеництва
Св. Віктор був вояком за часів цісаря Антоніна й служив у війську, мабуть, у Єгипті. Коли його комендант довідався, що він християнин, то хотів примусити його, щоб він приніс жертву місцевим богам. Але відважний Христовий борець не злякався погроз і почав уголос прославляти Христа. За це взяли його на жахливі муки.
Під час того почала прославляти Христа також молода жінка Стефаніда. За те її також ув'язнили і привели до судді, що почав намовляти її зректися віри в Христа. Коли вона таку намову рішуче відкинула, суддя наказав прив'язати її до вершків двох дерев і роздерти надвоє. Після цього відрубали сокирою голову також св. Вікторові.
- Пам'ять — 11 листопада (Свв. мучч. Мини, Віктора й Вінкентія. Св. муч. Стефаніди.)